# 熊貓人 (電視劇)
《熊貓人》是一部2010年首播、台灣與中國大陸合拍的科幻題材都市偶像劇，由九洲音像出版公司、台灣巨室音樂娛樂製作有限公司、北京九洲巨室文化傳播有限公司、北京盟將威影視文化有限公司和杰威爾音樂有限公司聯合出品，台灣著名音樂人周杰倫執導，並由詹宇豪、宋健彰、江語晨、唐嫣、田京泉、小王晶等人領銜主演，周杰倫本人亦客串出演 變身 (臺灣電影)。全劇以未來的架空世界為背景，講述了兩位超級英雄“熊貓超人”和“熊貓俠”一起匡扶正義，與城市中的黑暗邪惡勢力作鬥爭的故事。
本劇於2009年2月25日正式開機，先後輾轉廈門、上海、台北、桃園等多地取景拍攝，歷時半年後於8月26日殺青關機。

## 故事大綱
2030年的近未來，一座先進都市--光明市在黑暗角落中潛伏著一股強大的邪惡勢力：以虎哥和殘狼為首的「狂天集團」。他們在城中燒殺搶掠，還秘密醞釀了一個可怕的計畫：控制人類大腦。危急關頭，光明市兩位超級英雄：熊貓超人和熊貓俠擔負起維護正義的使命。
熊貓超人的父親之前是一個很有愛心的慈善家，做了很多公益活動。有一天有一個綁匪挾持了這個兒童，爸爸去救他，結果不幸遇難。於是這個小孩用他爸爸的頭為造型、以熊貓的姿態當做他自己未來的精神，以此為契機，之後他穿上熊貓裝，在社會上打抱不平。而另外一個熊貓人——熊貓俠是在動物園打工做清潔工，當然，也是非常有愛心的。兩個「熊貓俠」於是肩負起保護光明市、懲惡揚善的工作，兩人也成了光明市的俠士與正義化身。

## 人物介绍

### 主要角色
| 演員   | 角色   | 簡介 |
| 周杰倫 | 李奧   | 高級警官，後升職為總警司 兒時為孤兒，經常受到潘達父親的幫助 目睹潘達父親被殺的經過 長大後成為高級警官，為調查當年案件而自願到光明市擔任探長 初到光明市時，在一次案件中巧遇熊貓超人，由於其怪異裝扮和神出鬼沒，誤會他是歹徒，因而開始調查其身分 最使狂天集團頭痛的人物，成功逮捕了其中最強的打手－殘狼，因而被王虎盯上 後來被王虎設局，身受重傷，亦因此得知了熊貓超人和熊貓俠的真實身分 |
| 詹宇豪 | 潘達   | 熊貓超人 潘氏集團少爺 鋼琴老師 十五年前在園遊會中，目睹慈善家父親被殺的場景，驅使他繼承父親的思念和勇氣，打扮成熊貓暗地裡保護光明市 個性低調，一直不肯接手父親留下的龐大企業，並在音樂學校擔當鋼琴老師 暗戀同校的鋼琴老師小語，經常因為她吃醋 因在拯救校長時受傷，失血過多而無法勝出校內音樂比賽                                                                                       |
| 江語晨 | 江小語 | 小語 鋼琴老師 純真善良，乖巧可愛又略帶點男孩子氣 因受熊貓超人相救而愛慕他，卻誤以為其真正身份是安格 在夜店險被強姦，糾纏間手掌被玻璃瓶割傷 奪得國際鋼琴大賽的特別獎 後來發現潘達的真正身份，並與他相戀 |
| 宋健彰 | 赤南介 | 熊貓俠 天生擁有神力，且食量無窮 光明動物園工作人員，很有愛心，後因經濟不景被裁員 喜歡在家裡設計手工機器，夢想是開一家玩具店 從小充滿正義感，三年前卻被誤診長了腦瘤，使他更珍惜剩下的日子，化身為熊貓俠到處助人 家住下水道，接駁了城中各地的閉路電視 機緣巧合認識了老伯，把他當成父親一樣看待 小時侯曾在學校救了被欺負的小語 對俐亞一見鍾情，兩人後來在一起                             |
| 唐嫣   | 俐亞   | Lia 著名飯店主廚 李振遠的女兒 小時侯被狂天集團追殺，幸得潘達父親捨命相救，自此與母親潛逃到法國居住 榮獲法國米芝蓮三星主廚的榮銜 為了尋找父親下落而回到光明市，並認識了老伯與赤南介 被赤南界的純真與善良所感動，得知赤南介患了絕症後，更對他倍加關心 後來發現老伯就是自己父親並相認 |
| 郭堯中 | 帥安格 | 安格、Angus 鋼琴老師 在外國得到很多獎項 因其帥氣外表，初到學校時引起了一陣騷動 撿到熊貓超人的圍巾碎片而被路詩晴誤會為熊貓超人真身 起初深深迷到了小語，後來向她告白時卻遭到拒絕 自幼父母雙亡，與外婆相依為命 外婆為了能讓他到外國完成學業，自願為王虎作實驗對象，因此被王虎威逼，到學校偷取琴譜                                                                                         |
| 王晶   | 路詩晴 | M-ZONE電視台記者 個性灑脫，對工作極為重視她 追尋熊貓超人時，誤認安格為熊貓超人 後被安格吸引而對他著迷，展開追求 獨自潛入市政府大樓，以尋找市長被控制的證據 |
| 李國修 | 李振遠 | 老伯、李教授 著名科學家 Lia的父親 當年積極研究晶片控制器及腦波控制器，以拯救瀕臨絕種的動物不料，卻被王虎利用 為防止其發明為王虎所利用，曾把腦波控制器的啟動密碼化身為琴譜，交與小語父親保管 自此喬裝遊民十五年，每天在垃圾堆中尋找狂天集團的犯罪證據 無意間被赤南介所救，並漸漸知道其熊貓俠身分，於是幫他改良自製的武器                                                                |
| 田京泉 | 王虎   | 虎哥 狂天集團首領 生性兇殘、老謀深算，為達到目的不擇手段 企圖利用腦波控制器統治世界 十五年前追殺李振遠家人時誤殺潘達父親 最後欲刺殺熊貓超人，卻反被刺傷，並在爆炸中喪生 |

### 潘氏企業
| 演員   | 角色           | 簡介 |
| 曾志偉 | 潘青宇（客串） | 潘達父，潘氏企業的總裁，熱心公益，經常幫助孤兒院的小朋友 十五年前在園遊會，為了阻止欲追殺Lia母女的狂天集團，被王虎槍殺                                    |
| 詹宇豪 | 潘達           | 參見主要角色 |
| 杜國璋 | 老杜           | 潘家的管家，多年來替潘達打理潘氏企業 待人熱情，卻有點娘娘腔 廚藝了得，訂下規矩，要求到家裡作客的來賓必須吃飽方能離開 喜歡在家與電視遊戲機裡的美女玩野球拳 |

### 杰威爾音樂學校
| 演員   | 角色   | 簡介 |
| 安澤豪 | 校長   | 小語的父親 衣著打扮很有個性，為實踐理想而開設音樂學校 因王虎欲得到李振遠當年製作的琴譜，而被強逼出售學校土地，然而堅決不肯而遭毒打，幸被熊貓超人相救 後因琴譜被襲擊至失憶 |
| 江語晨 | 江小語 | 參見主要角色 |
| 詹宇豪 | 潘達   | 參見主要角色 |
| 郭堯中 | 帥安格 | 參見主要角色 |

### 警方
| 演員   | 角色           | 簡介                                                                                             |
| 周杰倫 | 李奧           | 參見主要角色                                                                                     |
| 邱凱偉 | Darren         | 李奧探長的下屬 因未有在李奧出院時去接他而被罵 與熊貓超人和熊貓俠合作解救李奧時被埋伏，手臂被槍傷 |
| 張大成 | 阿薰           | 李奧探長的下屬                                                                                   |
| 楊常青 | 純             | 李奧探長的下屬                                                                                   |
| 言承旭 | 陳警探（客串） | 身手了得，在軍火案中與殘狼交手，但被暗算                                                         |

### 狂天集團
| 演員   | 角色         | 簡介 |
| 田京泉 | 王虎         | 參見主要角色 |
| 黃懷晨 | 北斗         | 王虎手下猛將，跟隨王虎多年 脾氣暴躁，但一直忠心耿耿 愛上王虎的女人，答應待王虎被捕後與她遠走高飛 忍受不了王虎的所作所為，最後決定出賣他 在水庫與殘狼對打，讓熊貓超人能趕至控制室拯救Lia一行人 |
| 劉畊宏 | 殘狼（客串） | 虎哥手下，多次逃獄成功，有次因為總警司被控制了腦波，批准移監，在途中被狂天載走，而害李奧吃上殺死總警司的罪名。                                                                                |
| 九孔   | 錢鼠         | 虎哥手下,在夜店第一次看到俐亞,就對俐亞一見鍾情,一直追求俐亞,最後因虎哥要殺俐亞,而為了保護俐亞,而替俐亞擋下一刀而死,死前對俐亞說因為認識你才知道什麼是愛情                                     |
| 葉天倫 | 烏龍         | 錢鼠手下 |
| 黃泰安 | 阿麥         | 錢鼠手下 |
| 廖劍玲 | 虎女         | 原來狂天旗下夜總會的當紅小姐，後被王虎看上 愛上北斗並勾引他，最後私奔 |
| 余文樂 | 羅漢（客串） | 本為王虎手下猛將，但因與殘狼不和而伺機離開狂天 後來被邀前往解救被捕的殘狼，僅僅用了十發子彈便完成任務，為其它人所津津樂道                                                                     |
| 方文山 | 山羊（客串） | 虎哥手下 |
| 林新祥 | 牙豹會/陳晉  | |
| 葉泓廷 | 天蛇會/劉蟒  | |
| 黃俊郎 | 陳超         | |

### 其它角色
| 演員   | 角色          | 簡介 |
| 李卓恩 | Eric          | 控制了光明市的所有地下拳場 身手非凡，甚至在赤南介之上 與王虎訂下協議，共同發展地下拳場 後同其手下一同被植入晶片                                                                |
| 鄭禹瑄 | 涵涵          | 王路的女兒 |
| 劉序浩 | 王路          | 前拳王 涵涵的父親 因家中經濟問題向Eric借下高利貸，但無法償還而被逼為其打假拳 最後被Eric打至重傷，生死未卜                                                                      |
| 李之勤 | 琳恩母        | 十五年前被狂天追殺但成功追脫，與Lia前往法國生活 曾極力反對Lia回國找尋父親，在Lia的堅持下最終亦同意                                                                             |
| 潘瑋柏 | Jason（客串） | Lia前男友 因父親事業出問題而回到美國，並承諾一年後回來 四年後終於回來並找到了Lia，希望挽回感情但被拒絕，最後亦成全赤南介及Lia二人                                              |
| 袁詠琳 | Sindy（客串） | 來自新加坡的鋼琴高手，兩度奪得國際鋼琴比賽冠軍 在小語演奏完畢後前往安慰她，並表示其演奏相當出色                                                                                |
| 袁曉旭 | 鄭心綺        | 國際鋼琴比賽的參賽者 |
| 郭柯宇 | 馬芬          | 國際鋼琴比賽的參賽者，相當囂張 |
| 梁修治 | 市長          | 光明市市長。被王虎植入晶片控制，為的是讓他向市民宣部可免費注射控制器的液體，並藉口是"流感疫苗"。在李奧入獄後，熊貓超人解除了市長身上的晶片控制，市長隨後也宣告將李奧無罪釋放。 |
| 王月   | 媽媽桑        | 錢鼠的舊情人 酒店老闆 因誤解錢鼠的暗示而把王虎帶到Lia的藏身處使她被抓走 |

### 侵權糾紛
- 一個名為「時代動感」的電影公司網站上出現一部《神探李奧》的熊貓人「分身電影版」。而此部電影更出沒在第35屆香港國際影視展上。攤位的劉小姐指稱，他們公司購買了版權，將電視劇的精華剪成兩小時的電影，惟杰威爾在臺灣回應：「熊貓人是電視劇，沒有電影的規劃，杰威爾和大陸投資方九洲音像公司都不知此事，會深入了解並徹查此事。」近日又造出不肖廠商上架全台各出租店，連中華電信MOD也見本片蹤影!杰威爾音樂表示：「我們並未授權其剪接成電影版，對方明顯侵權，公司絕對會採法律行動。」

## 劇中彩蛋
- 周杰倫將劇中音樂教室取名「杰威爾」，是他所創立的經紀公司的名字
- 劇中李奧探長（周杰倫）所駕駛的警車車牌號碼JC0118正是其英文名稱縮寫及生日日期
- 劇中李奧探長（周杰倫）的基本資料上的生日為周杰倫本人的生日，只是顧慮到年紀需要配合劇情，將1979更改成為1995
- 劇中包括粉紅鋼琴和錢鼠（九孔）所駕駛的車輛等等皆為周杰倫本人所有
- 劇中熊貓機車上刻有Jay Chou字樣

## 製作團隊
- 出品人：杜大寧、田京泉、邵非、徐佳暄
- 總導演：周杰倫
- 製作人：劉建華、安景鴻
- 執行導演：華坤、珍妮花
- 編劇：發條、李憶嘉、李莎
- 總監製：周杰倫、田京泉、楊峻榮

## 劇中歌曲
|        | 歌名       | 作曲   | 填詞   | 主唱     |
| 主題曲 | 熊貓人     | 詹宇豪 | 宋健彰 | 南拳媽媽 |
| 片尾曲 | 愛你離開你 | 詹宇豪 | 宋健彰 | 南拳媽媽 |
| 片尾曲 | 最後一頁   | 詹宇豪 | 宋健彰 | 江語晨   |
| 插曲   | 愛情引力   | 詹宇豪 | 林理惠 | 唐嫣     |
| 插曲   | 曝光       | 自從   | 自從   | 小王晶   |
| 插曲   | 狼穴       | 小穎   | 自從   | 痞克四   |
| 插曲   | 龍戰騎士   | 周杰倫 | 方文山 | 周杰倫   |

## 播出信息

### 臺灣
2010年2月5日起在華視於每星期五晚上十點播出。
2010年8月18日起在中天娛樂台於每星期一至五下午四點播出。

### 中國大陆
2010年1月17日，本劇在大陸的山東電視台影視頻道率先開播，並原定於同年2月2日在江蘇、浙江、深圳、重慶四家衛視黃金檔上星播出，但由於收視率欠佳等原因，深圳衛視改在2月3日下午檔播出，重慶衛視亦於2月5日停播該劇，至於江蘇和浙江則分別通過剪輯（剪至23集）和凌晨播出（2月10日凌晨連播7集）的方式以加快進度提前播完。
《熊貓人》在中國播出後，不僅被批「幼稚」，在廣州影視頻道更創下該台黃金時段最低收視率；江蘇衛視也將29集剪成23集，計畫提前下檔。江蘇衛視第一集收視率0.906，第二天就慘跌到0.6。
據了解，《熊貓人》在廣州影視頻道的黃金檔播出短短10多天，平均收視只有0.15，與一般中國劇至少1的收視率實在相差甚遠。另外，重慶衛視及深圳衛視則把《熊貓人》移出黃金時段。中國媒體報導，許多電視台都認賠，因為觀眾看不懂漫畫式誇張演法。
又于2010年7月12日在东南卫视进行二轮播出该剧的完整纯净版。

### 馬來西亞
2010年2月2日起在八度空間於每星期一至五晚上8:30播出。
2011年八度空間於每星期六和日 早上9:00播出。

### 香港
2010年11月25日起在J2於每星期一至五晚上7:30播出。

### 日本
日本地區以《パンダマン～近未来熊猫ライダー》為片名直接推出4碟DVD-Video，並有花絮及預告在網路上播出。

## 註解
1. ↑  這作品中出現的«王晶»來自山東省、不同於«小王晶»、來自新疆。

## 外部連結
- 《熊貓人》新浪專題 （页面存档备份，存于）
- 華視《熊猫人》官方網站 （页面存档备份，存于）
- TVB《熊猫人》官方網站 （页面存档备份，存于）
- 痞客邦 （页面存档备份，存于）
- 中天娛樂台《熊貓人》官方網站
- 收視率暴跌　《熊貓人》慘遭腰斬 （页面存档备份，存于）

## 作品的變遷
| 華視主頻 星期五22:00-23:30           | 華視主頻 星期五22:00-23:30                                                                                      | 華視主頻 星期五22:00-23:30 |
| ------------------------------------ | --- | -------------------------- |
|                                      | 熊猫人 （2010.2.5 - 2010.6.18）                                                                                 |                            |
| 痞子英雄 （2009.10.23 - 2010.01.15） | 綜藝high翻天 （2010.6.25 - 2010.7.2） 最愛我的排隊情人特輯 （2010.7.9） 我的排隊情人 （2010.7.16 - 2010.10.22） |                            |

| 中天娛樂台 星期一至五16:00-17:00         | 中天娛樂台 星期一至五16:00-17:00 | 中天娛樂台 星期一至五16:00-17:00 |
| ---------------------------------------- | -------------------------------- | -------------------------------- |
|                                          | 熊猫人 （2010.8.18 - 2010.9.29） |                                  |
| 媳婦的美好時代 （2010.6.15 - 2010.8.17〕 | 待定 〔 - 〕                     |                                  |

| 馬來西亞 八度空間 星期一至五20:30-21:30 | 馬來西亞 八度空間 星期一至五20:30-21:30 | 馬來西亞 八度空間 星期一至五20:30-21:30 |
| --------------------------------------- | --------------------------------------- | --------------------------------------- |
|                                         | 熊猫人 （2010.2.2 - 2010.3.16）         |                                         |
| 花样男子 （2009.12.16 - 2010.2.1）      | 倚天屠龙记 （2010.3.17 - 2010.5.11）    |                                         |

| 新加坡 星和都會台 星期三至五 19:00-20:00 | 新加坡 星和都會台 星期三至五 19:00-20:00 | 新加坡 星和都會台 星期三至五 19:00-20:00 |
| ---------------------------------------- | ---------------------------------------- | ---------------------------------------- |
|                                          | 熊猫人 (2010.06.24 - 2010.09.02）        |                                          |
| 原來是美男 (2010.05.19 - 2010.06.23）    | 呼叫大明星 (2010.09.03 - 2010.10.28）    |                                          |

| 香港 無綫電視J2台 星期一至五 19:30-20:30 | 香港 無綫電視J2台 星期一至五 19:30-20:30 | 香港 無綫電視J2台 星期一至五 19:30-20:30 |
| ---------------------------------------- | ---------------------------------------- | ---------------------------------------- |
|                                          | 熊貓人 （2010.11.25 - 2010.12.29）       |                                          |
| 福氣又安康 (2010.10.19 - 2010.11.24）    | 熱血青春 （2010.12.30 - 2011.01.27）     |                                          |